# Горан Блажевич
Горан Блажевич (роден на 7 юни 1986 г.) е хърватски вратар, който се състезава за отбора на ФК Торпедо Москва.

## Клубна кариера
Горан Блажевич е продукт на известната школа на Хайдук (Сплит) и национал в младежките гарнитури на Хърватия до 16, до 17 и до 19 години. Горан започва кариерата си при мъжете през 2004 г., когато е преотстъпен под наем в отбора на Трогир. След два прекарани там сезона е освободен от Хайдук като ненужен и той преминава през отборите на Загора (Унешич) и Юнак (Син), където привлича вниманието на някои отбори от елитната дивизия на Хърватия.
Блажевич преминава в Шибеник, където бързо се налага в първия отбор (50 мача в първите си два сезона за клуба).
През май 2010 г. той получава първата си повиквателна за Национален отбор по футбол на Хърватия, за приятелските срещи срещу Австрия, Уелс и Естония, след контузията на Ведран Рунье. Блажевич е трета резерва, след Даниел Субашич и Стипе Плетикоса, и не прави дебюта си в тези мачове.
Блажевич прекратява договора си с Шибеник през декември 2011 г., след като клубът изпада във финаснови затруднения. През януари 2012 г., Блажевич подписва четири годишен контракт с Хайдук (Сплит). Тъй като предишният титулярен вратар Субашич току-що е напуснал клуба към АС Монако, които по това време се състезават във втора френска лига, Блажевич веднага става първи избор за новия си клуб.
През септември 2013 г. Блажевич подписва двугодишен договор с българския клуб Левски (София). От август 2014 г. е футболист на Торпедо Москва.